# Wenchen Qin
Wenchen Qin (født 29. oktober 1966 i Ejin Horo Banner, Ordos, Kina) er en kinesisk komponist og Lærer.
Qin studerede komposition på Musikkonservatoriet i Shanghai (1987-1992) hos Zhu Jian´er og Shuya Xu. Han studerede herefter videre i Tyskland nærmere i byen Essen. Qin hører til de indflydelsesrige og betydningsfulde komponister i nutidens Kina. Han har skrevet orkesterværker, koncertmusik, kammermusik, strygerkvartetter, sange etc. Han er lærer i komposition på Musikkonservatoriet i Beijing.

## Udvalgte værker
- Yi Yun (1991/1992)) - for orkester
- Yin Yi (2000/2001) - for orkester
- Pilgrimsfærd i maj (2004) - for orkester
- Bjergenes grænse - violinkoncert (2012) - for violin og orkester
- Ekko fra den anden bred (2015) - for sheng og orkester
- Føniks kald (1996) - for suona og orkester